# Norman Macleod Ferrers
Norman Macleod Ferrers (1829-1903) va ser un matemàtic anglès, que va arribar a ser vice-rector de la universitat de Cambridge.
Ferrers, fill d'una família benestant de corredors de borsa, va rebre una acurada educació al Eton College. El 1847 va ingressar al Caius College de la universitat de Cambridge en la que es va graduar com senior wrangler el 1851. També va estudiar lleis, i va actuar com advocat el 1855.
El 1856 retorna a Cambridge i és nomenat professor de matemàtiques del Caius College. A partir de 1855 va ser l'editor del Quarterly Journal of Pure and Applied Mathematics, que s'havia fundat aquest any en substitució del Cambridge and Dublin Journal Of Mathematics.
El 1861 va ser ordenat sacerdot anglicà i el 1880 va passar a ser director del Caius College.
Les seves obres més notables són un tractat sobre coordenades trilineals (1861) i un tractat sobre harmònics esfèrics (1877). Els diagrames de Ferrers, una eina per visualitzar les particions dels nombres enters, porten aquest no en el seu honor, tot i que ell no ho va publicar sinó que ho va explicar a James Joseph Sylvester.